# Stecklikrieg

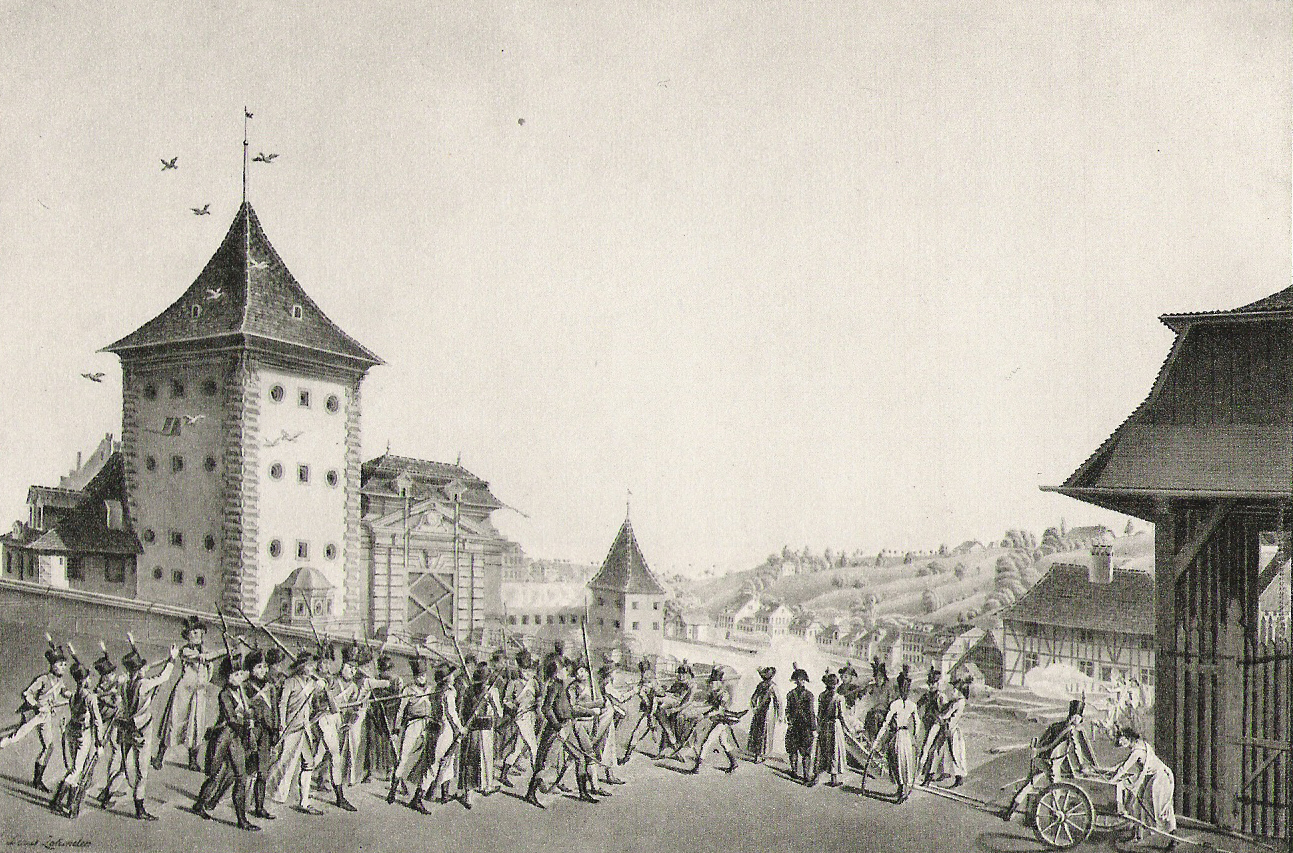
La mort du Lieutenant Rudolf von Werdt le 18 septembre 1802, un épisode de la Stecklikrieg. Dessin par Karl Ludwig Zehender (1751-1814).

La Stecklikrieg ou Guerre des bâtons fut une révolte fédéraliste contre la République helvétique durant l'été 1802. Le nom Stecklikrieg de l'allemand Stecken (bâtons) et Krieg (guerre) dépeint l'armement sommaire des insurgés.
Après le départ des troupes françaises, les fédéralistes se soulevèrent contre la République helvétique dans les cantons de Zurich, Argovie et Berne.
Le gouvernement tenta de réprimer la rébellion, ce qui aboutit, le 28 août, au combat du col du Rengg, où les insurgés nidwaldiens sortirent vainqueurs, puis se termina par la marche sur Berne des fédéralistes argoviens, soleurois et bernois. Le gouvernement helvétique, présidé par le landaman Johann Rudolf Dolder, capitula le 18 septembre, mais put négocier sa retraite vers Lausanne.
Le pouvoir revint alors dans tous les cantons aux gouvernements cantonaux, qui redonnèrent à la Diète fédérale de Schwytz, présidée par Alois von Reding, toutes ses prérogatives.
Incités par des forces contre-révolutionnaires opposées à la République helvétique et à l'émancipation des juifs, un pogrom fut conduit le 21 septembre 1802 en Argovie à Lengnau puis à Endingen par la population rurale. Les habitants juifs furent maltraités et leurs maisons pillées.
Le 3 octobre à Faoug dans le canton de Vaud, les troupes fédéralistes commandées par Niklaus Franz von Bachmann défirent l'armée helvétique.
Bonaparte pour rétablir l'ordre, envoya alors ses troupes qui ne rencontrèrent aucune résistance et il imposa à la Suisse l'Acte de Médiation.